# ФК Лестър Сити
ФК Лестър Сити (на английски: Leicester City F.C.) е английски футболен клуб от град Лестър. Най-голямото постижение на Лестър е от сезон 2015/16, когато печели историческа първа титла в своята история. В миналото – през сезон 1928/29 Лестър завършват на второ място в тогавашната Първа дивизия.
Отборът е създаден през 1884 като Лестър Фос, провеждайки срещите си на Фос Роуд. През 1919 г. се преименува на Лестър Сити. През 1891 новият стадион на отбора се казва Филбър Стрийт, където Лестър играе в близките 111 години преди да се премести на сегашния си Уолкърс Стейдиъм през 2002. Името на стадиона идва вследствие на десет годишен спонсорски договор с компанията производител на чипс – „Уокърс“, който впоследствие е удължен до 2017 година. След закупуването на клуба от тайландския бизнесмен Вичай Сриваданапраба, този договор е прекратен и от сезон 2011/12 името на стадиона се сменя на „Кинг Пауър Стейдиъм“. Един кръг преди края на сезон 2015/16 г. Лестър печели историческа първа титла в своята история, като записва актив от 81 точки, с 10 точки повече от втория Арсенал. С това става един от малкото отбори със сравнително скромни финансови възможности постигали такъв успех в последните десетилетия – след Блекбърн в началото на 90-те години на XX век.

## Състав

### Настоящ състав
Към 23 юли 2025 г.

## Известни футболисти
- Гари Линекер
- Гари Макалистър
- Гордън Бенкс
- Роби Савидж
- Роберто Манчини
- Емил Хески

## Български футболисти
- Радостин Кишишев: 2007/08 - (7 мача - 0 гола)
- Александър Тунчев: 2008/12 - (26 мача - 1 гол)

## Успехи
- Английска висша лига – 2015/2016
- ФА Къп –  2020/2021

- Къмюнити Шийлд  – 2021/2022
- Чемпиъншип – 2023/2024